# PDF/A
PDF/A (Portable Document Format Archivable), ook bekend als ISO 19005-1, is een speciale variant van het gewone PDF-formaat die specifiek ontwikkeld is voor archivering. PDF/A is daarom geschikt voor het opslaan van digitale documenten.

## Achtergrond
De PDF/A-1 beoogt een statische paginacontent aangezien men op lange termijn meer gebaat is bij een correcte weergave dan bij allerlei toeters en bellen. In de Verenigde Staten startte in 2002 een werkgroep waarin, naast vertegenwoordigers van de technische commissies van ISO, diverse vertegenwoordigers van bibliotheken, archivarissen, PDF-softwareontwikkelaars, vertegenwoordigers van de overheid, grafische experts en anderen samenwerkten om de standaard PDF/A-1 te definiëren. De standaard werd wereldwijd aangenomen in juni 2005. PDF/A-1 is een subset van Adobes PDF 1.4.

#### Eigenschappen van PDF/A-1
Kleuren worden apparaatonafhankelijk gecodeerd. Dit doet men meestal aan de hand van ICC-profielen. De metadata worden bij voorkeur in het XMP-formaat gecodeerd. Daarnaast zijn ook functies zoals bijlagen, versleuteling en referenties naar andere bestanden verboden, omdat het document daarmee afhankelijk wordt van apparatuur. Referenties zijn wel toegestaan als de locatie (URI) waarnaar ze verwijzen alleen wordt getoond, en er niet actief naar wordt gelinkt.
Idealiter worden alleen verliesvrije (lossless) compressie-algoritmes gebruikt. Het gebruik van LZW-compressie is verboden, het gebruik van ZIP-compressie wordt aanbevolen. Een digitale handtekening is mogelijk maar heeft beperkingen, bijvoorbeeld als het bijbehorende authenticatiecertificaat verloopt.
Functies zoals formulieren, JavaScript-code en multimediafuncties zijn niet opgenomen in PDF/A-1. Deze functies zouden in de toekomst namelijk een correcte weergave van het document kunnen verhinderen.

## Soorten
Er zijn twee versies van PDF/A-1:

#### PDF/A-1b (basic)
Deze versie beperkt zich tot correcte visuele weergave van het document op lange termijn. Dit formaat voldoet aan de basisspecificaties van de ISO 19005-specificatie en wordt gebruikt als analoge (papieren) documenten en afbeeldingen worden gedigitaliseerd door middel van scanning, of als bestaande digitale documenten niet correct over te zetten zijn naar PDF/A-1a. Dat kan het geval zijn als ze gemaakt zijn met oude software, als er legacy fonts in zijn opgenomen, of omdat er bijvoorbeeld wiskundige vergelijkingen in staan.

#### PDF/A-1a (accessibility)
Dit is een uitgebreidere versie van het formaat PDF/A-1 waarbij ook logische documentstructuren (koppen, alinea’s, etc.) weergegeven kunnen worden. Deze versie is bedoeld voor documenten die digitaal ontstaan zijn. Het voldoet aan alle specificaties van de ISO 19005-specificatie. Gebruikte lettertypes worden ingebed in het bestand. Hiervoor wordt Unicode gebruikt. Unicode is een internationale standaard voor de identificatie van grafische tekens en symbolen. Op deze manier kan men er zeker van zijn dat het lettertype later nog beschikbaar is. Het maakt deze documenten ook doorzoekbaar. De versie PDF/A-1a bewaart alle structurele en semantische eigenschappen van het document. Het maakt gebruik van zogenaamde ‘Tagged PDF’ (ook wel bekend als gelabelde PDF). Deze labels beschrijven de natuurlijke leesvolgorde van het PDF-document. Zowel ‘Tagged PDF’ als Unicode zorgen ervoor dat de logische structuur en inhoud van de tekst in de natuurlijke leesvolgorde wordt behouden.

## Voordelen
- PDF/A is een van de weinige documenttypes die op lange termijn eenzelfde weergave van het document kunnen garanderen. Documenttypes zoals .doc (van Microsoft Word) zijn vaak zelfs niet in staat gedurende één softwaregeneratie dezelfde weergave te garanderen.
- De XMP-structuur levert vaak betere resultaten dan bijvoorbeeld XML. XML garandeert namelijk geen visuele weergave.
- PDF/A is als een standaard gedefinieerd. Dit is bijvoorbeeld niet het geval bij TIFF (een ander archiveringsformaat voor o.a. foto’s) waardoor er heel wat productspecifieke TIFF-varianten bestaan.

## Nadelen en kritiek
- Het is niet ideaal om een standaard zonder bijbehorende referentie-implementatie te gebruiken.
- De richtlijnen voor het opslaan van klantspecifieke metadata in XMP-extension-schemata waren aanvankelijk onvoldoende gespecificeerd.
- In ieder bestand wordt het gebruikte lettertype opgeslagen. Hierdoor zijn de bestanden groter dan een equivalent standaard PDF-bestand. Wanneer een groot aantal documenten wordt opgeslagen waarbij al de documenten allemaal eenzelfde lettertype gebruiken, is het niet efficiënt om in elk bestand het lettertype op te slaan.

## Uitbreidingen en de toekomst
Om de wereld kennis te laten maken met de PDF/A hebben vijf Duitse en Zwitserse softwarebedrijven in 2006 het Competence Center (www.pdfa.org) opgericht. Via deze instantie kunnen de gebruikers en producenten hun ervaringen uitwisselen. Er kwamen dan ook al snel enkele fouten aan het licht. In 2007 werd een uitgebreide standaard uitgebracht die deze fouten de wereld uit hielp. Deze uitbreiding staat bekend als Technical Corrigendum 1. Om de PDF/A-standaard nog verder te preciseren werd anno 2010 gewerkt aan Technical Corrigendum 2.
Daarnaast werkt men ook aan een nieuwe versie van de PDF/A: de PDF/A-2. Dit is geen echte opvolger maar eerder een verdere ontwikkeling aangezien het anders in tegenspraak zou zijn met het feit dat de PDF/A-1 lang zou moeten blijven bestaan. In de PDF/A-2 moet het mogelijk worden om de modernere functies van de normale PDF te gebruiken.

## Het aanmaken van een PDF/A-bestand
Om een PDF/A-bestand te maken, is het eerst en vooral belangrijk dat men zich aan de voorwaarden houdt waar een PDF/A-bestand aan moet voldoen. Daarna zijn er twee mogelijkheden:
1. In sommige programma’s is het mogelijk om een bestand rechtstreeks op te slaan als PDF/A-document. Onder meer OpenOffice.org, LibreOffice en Word (vanaf versie 2007) ondersteunen exporteren naar PDF-formaat. Op macOS is het mogelijk om in Voorvertoning een bestand rechtstreeks als PDF/A-document op te slaan.
2. Een bestaand document kan met afzonderlijke software geconverteerd worden naar een PDF/A-bestand. Een voorbeeld van dergelijke software is PDF Creator.

Wanneer men nadien een PDF/A-document wil openen, is het belangrijk dat het programma het PDF/A-formaat ondersteunt. Een voorbeeld van zo'n programma is Adobe Reader.